# Prix Dannie-Heineman d'astrophysique
Pour les articles homonymes, voir Prix Dannie-Heineman.
Le prix Dannie-Heineman pour l'astrophysique est décerné chaque année conjointement par l'American Astronomical Society et l'American Institute of Physics afin de récompenser un travail remarquable dans le domaine de l'astrophysique. Le prix a été créé par la fondation Heineman, en l'honneur de l'ingénieur et homme d'affaires américano-belge Dannie Heineman.

## Lauréats
- 1980 : Joseph Hooton Taylor
- 1981 : Riccardo Giacconi
- 1982 : James Peebles
- 1983 : Irwin Shapiro
- 1984 : Martin Rees
- 1985 : Sandra Moore Faber
- 1986 : Hyron Spinrad
- 1987 : David L. Lambert
- 1988 : James E. Gunn
- 1989 : Carl E. Heiles
- 1990 : Richard McCray
- 1991 : Wallace L. W. Sargent
- 1992 : Bohdan Paczynski
- 1993 : John C. Mather
- 1994 : John N. Bahcall
- 1995 : Jerry Nelson
- 1996 : Roger A. Chevalier (de)
- 1997 : Scott D. Tremaine
- 1998 : Roger Blandford
- 1999 : Kenneth Freeman
- 2000 : Frank Shu
- 2001 : Bruce Elmegreen
- 2002 : John Richard Bond
- 2003 : Rashid Sunyaev
- 2004 : Bruce T. Draine (en)
- 2005 : George Efstathiou, Simon White
- 2006 : Marc Davis
- 2007 : Robert Kennicutt
- 2008 : Andrew Fabian
- 2009 : Lennox Cowie (en)
- 2010 : Edward Kolb, Michael Turner
- 2011 : Robert Kirshner
- 2012 : Chrýssa Kouveliótou
- 2013 : Rachel Somerville (en)
- 2014 : Piero Madau (de)
- 2015 : David Spergel, Marc Kamionkowski (en)
- 2016 : Wendy L. Freedman
- 2017 : Lars Bildsten (en)[1]
- 2018 : Vicky Kalogera[2]
- 2019 : Edwin Bergin (en)
- 2020 : Christopher Kochanek (en)[3]
- 2021 : Robert Lupton, David Weinberg[4]
- 2022 : Norman Murray[5]